# Satoru Matsuhashi
Satoru Matsuhashi (jap. 松橋 暁, Matsuhashi Satoru; * 6. Dezember 1961 in Kazuno) ist ein ehemaliger japanischer Skispringer.

## Werdegang
Matsuhashi gab sein Debüt im Skisprung-Weltcup am 30. Dezember 1980 im Rahmen der Vierschanzentournee 1980/81. Er blieb jedoch bei der Tournee erfolglos. Auch im Folgejahr konnte er bei der Vierschanzentournee 1981/82 keine Erfolge erzielen. Bei seinem ersten Weltcup außerhalb der Tournee in Sapporo gewann er jedoch mit Platz 13 ersten Weltcup-Punkte und belegte damit am Ende der Weltcup-Saison 1981/82 den 59. Platz in der Weltcup-Gesamtwertung.
Bei der Nordischen Skiweltmeisterschaft 1982 in Oslo sprang Matsuhashi auf der Normalschanze auf den 38. und auf der Großschanze auf den 42. Platz. Es folgte eine zweijährige internationale Pause, bevor er bei seinem letzten Weltcup-Springen in Sapporo mit Platz 11 das beste Resultat seiner Karriere erzielte.
Matsuhashi beendete seine aktive Skisprungkarriere mit der Teilnahme an den Olympischen Winterspielen 1984 in Sarajevo. Dabei erreichte er auf der Normalschanze den 34. und auf der Großschanze den 20. Platz.